# Ass (album)
Pour les articles homonymes, voir ASS.
Albums de Badfinger
Straight Up
(1970) Badfinger
(1974)
Singles
1. Apple of My Eye
Sortie : décembre 1973

Ass est le cinquième album du groupe britannique de rock Badfinger. Il est sorti en 1973 sur le label Apple Records.
Il s'agit du dernier album du groupe chez Apple, leur contrat prenant fin et le label étant dans une mauvaise situation financière. Le single Apple of My Eye y fait référence de manière indirecte.

## Fiche technique

### Chansons
| 1. | Apple of My Eye | Pete Ham     | 3:06 |
| 2. | Get Away        | Joey Molland | 3:59 |
| 3. | Icicles         | Joey Molland | 2:32 |
| 4. | The Winner      | Joey Molland | 3:18 |
| 5. | Blind Owl       | Tom Evans    | 3:00 |

| 6.  | Constitution   | Joey Molland | 2:58 |
| 7.  | When I Say     | Tom Evans    | 3:05 |
| 8.  | Cowboy         | Mike Gibbins | 2:37 |
| 9.  | I Can Love You | Joey Molland | 3:33 |
| 10. | Timeless       | Pete Ham     | 7:39 |

### Musiciens
- Pete Ham : chant, guitares, claviers
- Tom Evans : chant, basse
- Joey Molland : chant, guitares, claviers
- Mike Gibbins : chant, batterie

### Équipe technique
- Badfinger et Chris Thomas : production (tout sauf pistes 4 et 9)
- Todd Rundgren : production (pistes 4 et 9)
- Peter Corriston (en) : pochette

### Classements et certifications
| Pays (classement)          | Meilleure position |
| -------------------------- | ------------------ |
| États-Unis (Billboard 200) | 122                |